# العدية
العدية  قرية سوريّة تتبع إداريّاً لمحافظة حلب منطقة أعزاز ناحية صوران، بلغ تعداد سكانها 1,564 نسمة حسب التعداد السكاني لعام 2004.